# Elmar Frey
Elmar Frey (* 28. Dezember 1964 in Männedorf) ist ein Schweizer Schlagzeuger und Komponist des Modern Jazz.

## Leben und Wirken
Frey begann mit 16 Jahren, Schlagzeug zu spielen. Zwischen 1988 und 1992 studierte er an der Swiss Jazz School bei Billy Brooks, Joe Haider und Frank Sikora. Seit Anfang der 90er-Jahre arbeitet er als Berufsmusiker, zunächst in Gruppen wie True Blue oder mit Herbie Kopf. 1998 gründete er sein Projekt Organ-x mit Roland von Flüe, Marcel Thomi und Roberto Bossard. Weiterhin komponiert und arrangiert er für seine eigene Gruppe, das Elmar Frey Sextet. 
Als Sideman spielte er in den Bands von Vince Benedetti, Regula Schneider,  Roberto Bossard, Jochen Baldes, Christoph Grab, Daniel Schenker, Stefan Schlegel, Hugo Helfenstein, Bruno Spoerri, Patrick Tompert, Alessandro d’Episcopo und den JCT All Stars sowie mit dem Zurich Jazz Orchestra. Zudem trat Frey mit Jazzgrössen wie Horace Parlan, Benny Golson, Greg Osby, George Gruntz, Franco Ambrosetti oder Kurt Rosenwinkel auf. Nach 2000 war er mit den New York Voices, mit dem Organ Trio von James Carter und mit dem Quartett von Mark Soskin auf internationalen Tourneen. Er ist auch auf Alben von Peggy Chew, Mark Hauser und Chris Wiesendanger zu hören.

## Diskographische Hinweise
- Herbie Kopf / Elmar Frey Inviting (1997)
- Organ-x A Time to Talk (2000)
- Soskin-Bossard-Frei-Frey Atlantic Crossing (2003)
- Elmar Frey Sextett News from the Past (2004)
- Soskin-Bossard-Boclé-Frey Atlantic Crossing – Another One (2013)
- Gutfleisch-Schürmann-Frey Jazz People (Unit Records 2018, mit Christian Gutfleisch, Dominik Schürmann)
- Gutfleisch-Schürmann-Frey Inviting Alex Hendriksen, Thomas Moeckel Sambâle (2019, mit Christian Gutfleisch, Dominik Schürmann)
- Gutfleisch-Schürmann-Frey featuring Hendrik Meurkens Roundabout (2022, mit Christian Gutfleisch, Dominik Schürmann)
- Elmar Frey Seven Colors (2023)